# Marion, Arkansas
Marion là một thành phố thuộc quận Crittenden, tiểu bang Arkansas, Hoa Kỳ. Năm 2010, dân số của thành phố này là 12345 người.

## Dân số
- Dân số năm 2000: 8901 người.
- Dân số năm 2010: 12345 người.